# 开普敦大学
开普敦大学（英語：University of Cape Town）是位于南非开普敦的一所公立研究型大学。该校创办于1829年，原名南非学院（South African College）。它是南非最古老的大学，并且是非洲第二古老的现存大学。该校的教学语言是英语，校友中共有5位诺贝尔奖得主。

## 历史
开普敦大学的历史可以追溯到1829年建立的南非学院（South African College）。南非学院本身是一所男子高中，1874年才开始有提供高等教育的资格。1887年，为纪念维多利亚女王钻禧而开始接受女生入学。1920年代开始接受黑人学生。但是由于种族隔离问题，黑人数量并不多。1980年代至1990年代初期，黑人学生数量上涨至35%，2004年才达到一半。
2015年3月9日，该大学爆发“罗兹必须倒下”（#RhodesMustFall）运动，以推翻校园内的塞西尔·罗兹塑像。大学虽然是在罗兹的地产上建立起来的，但罗兹却是一名殖民者，因此引发反殖民运动人士的反感。这件事引发了国际关注，并导致南非开始在教育领域内去殖民化。同年4月9日，罗兹的雕像被推倒。
2021年4月18日，开普敦大学因桌山国家公园山坡上肆虐的野火波及，烧毁了校园历史悠久的其中一所开普敦大学图书馆，部分书籍与文件也在火灾中丢失。

## 校区

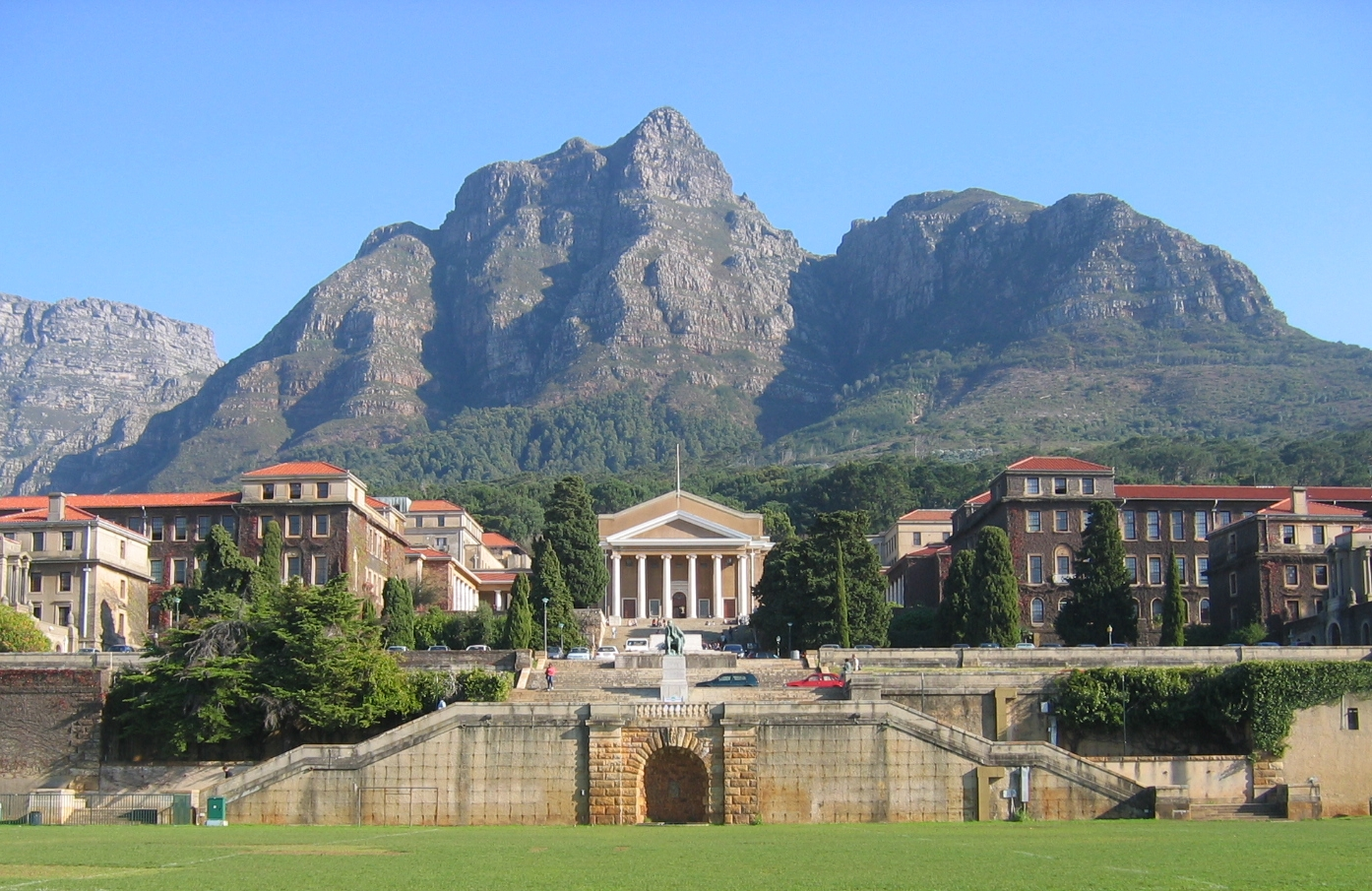
大学主校区

该大学主校区称为“上校区”（Upper Campus），位于开普敦魔鬼峰（Devil's Peak）山脚，原本是塞西尔·罗兹的产业。藏书量超过一百万的大学主图书馆（Chancellor Oppenheimer library）也位于此地。

## 学术
开普敦大学是南非历史最悠久（1829年建校），也是全非洲最好的大学，全球权威机构，泰晤士世界大学排名在100-150位之间。其中开普敦大学的非洲研究中心，世界排名第一；此外医学，法律，建筑学，考古学，矿业，海洋，公共卫生及社会学等专业世界排名在10-100名之间。

## 著名的校友和學者

### 諾貝爾獎獲得者
- Ralph Bunche, American political scientist and diplomat awarded the Nobel Peace Prize in 1950 for his role in the 1949 Armistice Agreements.
- Max Theiler, virologist awarded the Nobel Prize in Physiology or Medicine in 1951 for developing a vaccine against yellow fever.
- Professor Allan McLeod Cormack, physicist awarded the Nobel Prize in Medicine (1979) for his work on X-ray computed tomography
- Sir Aaron Klug, chemist and biophysicist awarded the Nobel Prize in Chemistry (1982) for his development of crystallographic electron microscopy and his structural elucidation of biologically important nucleic acid-protein complexes
- Professor Emeritus J. M. Coetzee (Literature, 2003)